# Orscelar

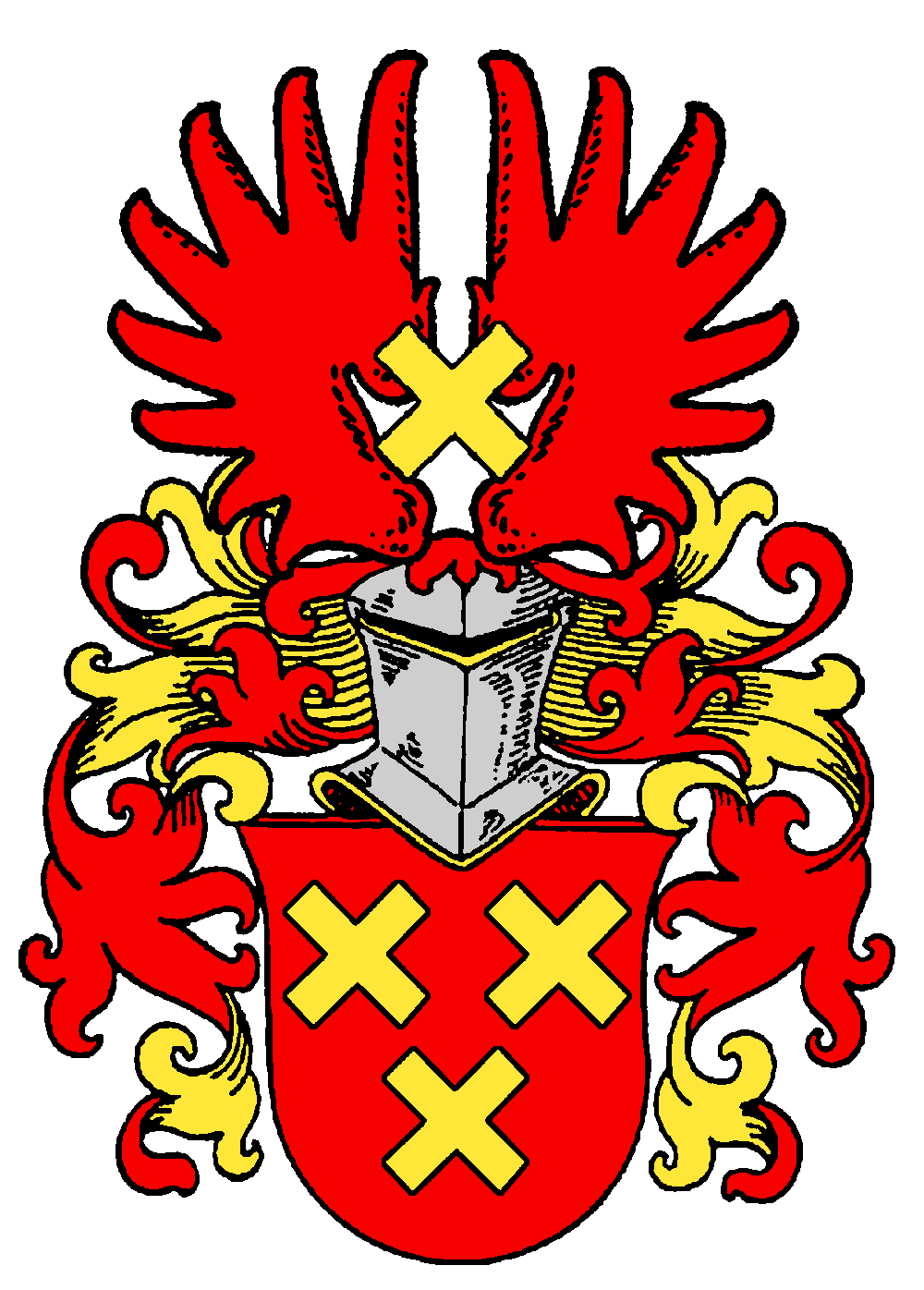
Stammwappen derer von Orscelaer

Die Familie von Orscelar (auch Orscelaer, Orscellar, Orßelar, Orselaer, Orselär, Orstelare und ähnliche Schreibweisen, verballhornt auch Urschler) war eine aus Flandern, vermutlich aus der Gegend um Delft, stammende Hugenottenfamilie, die zum Katholizismus konvertierte und später in Diensten der Markgrafen von Baden-Baden stand. Das Geschlecht wurde 1627 vom Kaiser zu Freiherren von Staufenberg erhoben und erlosch mit dem Tod von Wilhelm Hermann von Orscelar 1666 im Mannesstamm.

## Herkunft und Bedeutung des Familiennamens
Den äußerst variantenreichen Familiennamen leitet Debrabandere von einem Orts- oder Platznamen Osselaar in der ostflandrischen Region Waasland her. Dort weist er schon für 1281 in Sint-Gillis-Waas einen H. de Orselaer nach. Tatsächlich ist der Familienname laut Paul van Osselaer als van Orscelaer, Osselaer, (van) Osselaere und Hosselaer auch heute noch vorwiegend im Waasland und in Ostflandern zu finden. Er weist auf die mögliche Herleitung aus den Wörtern (h)orse für Pferd und laar für einen umzäunten Weideplatz hin. Eine ähnliche Bedeutungsherleitung gibt es für den Bruch Orsselar bei Kalkar im Herzogtum Kleve: im Jahr 1417 urkundlich als Arselar, 1424 Dusselar (lies ’t Orselar), 1645 Ors(s)elar. Dabei ist das Wort etymologisch dem Pferd gewidmet: altniederfränkisch bzw. altniederländisch (h)ors: Ross.

## Familienmitglieder

### Marianus von Orscelar
Der Franziskaner Marianus ab Orscelar könnte ein Bruder des badischen Stammvaters Carl gewesen sein. Er war im belgischen Gent geboren und zum Katholizismus konvertiert. 1605 kam er zu den Franziskaner-Observanten der Provinz Straßburg und promovierte zum Doktor der Theologie und beider Rechte. Offenbar unterrichtete er Theologie im Kloster zu Landshut und sollte dort Vorsteher (Guardian) werden. 1616 und 1619 wird der als tugendsam geltende Mann bei den Provinzkapiteln in Augsburg und Ingolstadt als Orsinel und Orischalk aufgeführt und als Prediger des Klosters Augsburg bezeichnet. Nach der 1620 erfolgten Reform der Münchner Observanten wandte er sich diesen zu. Er starb am 6. Juli 1632 in Landshut.
Aus der Feder des Marianus ab Orscelar stammen mindestens zwei in Landshut geschriebene Bücher: erstens ein spirituelles Werk über den Namen Jesu, zweitens eine Darstellung unter anderem der franziskanischen Reformen in Spanien, herausragender Persönlichkeiten (Brüder und Schwestern) des Ordens und franziskanischer Missionare in Amerika, China, Indien, Fernost, Afrika und dem Heiligen Land.

### Carl von Orscelar
Laut Freiherrendiplom seines Sohnes vom 10. Juni 1627 hatten Carl von Orscelar und sein namentlich nicht bekannter Vater als österreichische Offiziere des Hauses Habsburg in Flandern (in den burgundischen Landen) gedient. Carl von Orscelar, Freiherr von Oudenguth, hatte offenbar schon als Hofmeister in Diensten der minderjährigen Söhne des 1575 verstorbenen Christoph II. von Baden-Rodemachern gestanden, wie sich aus den Ausführungen Zincgreffs zu einer ihm zugeschriebenen Redewendung (s. u.) schließen lässt. Spätestens 1589 war er dann Kanzler des ältesten Sohnes, des Markgrafen Eduard Fortunatus von Baden-Baden, und wird für die Zeit um 1590 für wenige Monate als Amtmann des Oberamts Kreuznach erwähnt. Er war jedenfalls schon badischer Rat, als man ihm über die Braut des Markgrafen, Maria von Eicken, eine Hofdame der Mutter des Herzogs von Parma, zutrug, dass sie keine Jungfrau mehr sei. Als Eduard Fortunatus infolge der Oberbadischen Okkupation im Dezember 1594 seine Markgrafschaft verlassen musste und sich auf die Burg Kastellaun zurückzog, nahm der Katholik aus seiner protestantischen Umgebung heraus Kontakt zum Kloster Maria Engelport auf. Auch sein Kanzler und Landhofmeister entwickelte eine enge Beziehung dorthin. Er stiftete dem Kloster 150 Florin und den Altar auf dem Jungfrauenchor.
Carl von Orscelar starb vor dem 3. Mai 1627. Er hatte einen Sohn und wahrscheinlich drei Töchter:
- Heinrich Carl von Orscelar Freiherr von Staufenberg; Details siehe weiter unten.
- Marguerite von Orscelar war mit dem aus Flandern stammenden Christophe de Peyster verheiratet, einem hugenottischen Flüchtling, der sich um 1570 in London niedergelassen hatte. Schon sein Vater Jean und sein Onkel Baudouin hatten hier Seidenwebereien gegründet.[15]
- Anna Franziska Fortunata von Orscelar war, vermutlich nach 1595, als Chorfrau in das Kloster Maria Engelport eingetreten, wo sie im Jahre 1643 starb.[16] Der äußerst exotische Vorname Fortunata lässt darauf schließen, dass Marggraf Eduard Fortunatus ihr Pate war.
- Cäcilia Barbarotsae ab Orselaer könnte ebenfalls eine Tochter Karls von Orscelar gewesen sein. Sie hatte dem Kloster Engelport 1627 100 Reichstaler (Imperiales) gestiftet, ebenso wie offenbar auch [ihr Ehemann?] Joachim Barbarosse, wobei es sich allerdings auch um einen Doppeleintrag handeln könnte.[17]

Noch heute gilt vielen der schwedische Reichskanzler Graf Axel Gustafsson Oxenstierna als Urheber des Aphorismus An nescis, mi fili, quantilla prudentia mundus regatur? (Weißt du denn nicht, mein Sohn, mit wie wenig Verstand die Welt regiert wird?). Dies soll er seinen Sohn gefragt haben, als dieser 1648 daran zweifelte, der Aufgabe des schwedischen Gesandten beim Westfälischen Frieden in Münster gewachsen zu sein. Tatsächlich wurde das Bonmot aber schon in dem von Julius Wilhelm Zincgref gegründeten Standardwerk Teutscher Nation Denckwürdiger Reden in der Ausgabe von 1639 einem Edelmann von Orselaer zugeschrieben: Ihr könnet nicht glauben, mit wie geringem Verstand die Welt regiert werden mag. Dieser wird als der jungen Herren Marggraffen von Baden Hoffmeister bezeichnet, der diesen Satz zu sagen pflegte, wenn von liederlichen Obrigkeiten und Regiments-Personen die Rede war. Es muss sich also um Carl von Orscelar gehandelt haben.

### Heinrich Carl von Orscelar Freiherr von Staufenberg
Heinrich Carl von Orscelar Freiherr von Staufenberg tritt urkundlich ab 1624 in Erscheinung. Er war mit Maria Dorothea von Neuhausen verheiratet, die am 13. März 1643 starb. Nach dem Tod seines Vaters Carl – vermutlich Ende 1626 – stellte Markgraf Wilhelm von Baden-Baden dem Heinrich Carl im Jahre 1626 einen Lehnbrief über die Herrschaft Staufenberg aus, die bis 1604 in Händen der Familie Wiedergrün gelegen hatte, nach deren Aussterben von Baden-Durlach eingezogen worden war und 1622 an Markgraf Wilhelm von Baden-Baden fiel.
Die Belehnung erfolgte offenbar wegen großer Treue, aber auch deshalb, weil Heinrich Carl von Orscelar, wie schon sein Vater, seinen Dienstherrn finanziell großzügig unterstützte. Noch ein Jahrhundert später machten die Erben am 27. Oktober 1726 Ansprüche auf 15.400 Florin geltend. So verkaufte der Markgraf seinem Edlen Unserem Statthalter und lieben getreuwen Heinrich Carl von Orscelar zu Stauffenberg am 3. Mai 1627 den vierten Teil am großen und kleinen Zehnten zu Au am Rhein im Amt Kuppenheim für 5500 Gulden, von denen er dem Verkäufer 4000 Gulden für eine Reise an den kaiserlichen Hof nach Wien beisteuern musste. Für die restlichen 1500 Gulden verkaufte er ihm ein Haus in Baden am Bökelberg, das schon Eduard Fortunatus seinem damaligen Landhoffmeisters auch weÿlandt Carl von Orscelar sein Käuffers Vattern […] gnadig verehrt hatte, das nun aber wieder kassiert worden war.
Einen Monat später erhob Kaiser Ferdinand II. des Markgrafen Wilhelm zu Baden Rat und Statthalter zu Baden am 10. Juni 1627 als Freiherr Orstelare zu Stauffenberg in den Reichs- und erbländischen Freiherrenstand.
Die enge Verbundenheit der Familie von Orscelar mit dem Hause Baden–Baden wird in einer ganz besonderen Begebenheit deutlich. Nach seinem unerwarteten Unfalltot wurde Markgraf Eduard Fortunatus von Baden–Baden im Juni 1600 einbalsamiert und vorläufig notdürftig im Kloster Engelport beigesetzt. Erst nachdem sein Sohn Wilhelm 1622 die Markgrafschaft in Besitz nehmen konnte, ließ dieser seinen Vater zwischen 1622 und 1631 in die Stiftskirche nach Baden–Baden überführen. Heinrich Carl von Orscelar fügte das vermutlich in Engelport verbliebene Herz im Sommer 1633 während der erneuten Besetzung Baden-Badens durch Baden-Durlach heimlich hinzu, wie im Rahmen einer späteren Graböffnung bekannt wurde.
Heinrich Carl von Orscelar hatte einen Sohn und zwei oder drei Töchter:
- Wilhelm Hermann von Orscelar Freiherr von Staufenberg; Details siehe weiter unten.
- Maria Dorothea Freifrau von Orscelar war mit Georg Wilhelm von Bettendorf verheiratet, der später die Interessen der Orscelarer Erben vertrat. Sie machte 1698 ihr Testament. Der Sohn Franz Wilhelm starb am 16. März 1659 neunjährig und wurde im Grab der mütterlichen Großeltern beigesetzt. Ein weiterer Sohn heiratete Maria Franziska, Gräfin von Stachlburg, geb. von Wolkenstein, die am 22. Oktober 1726 als Testamentserbin ihrer Schwiegermutter Freifrau von Bettendorf, geb. von Orscelar, über die Orscelar'schen Forderungen Ansprüche von über 15.000 fl., zahlbar bis 1728, an das Haus Baden-Baden stellte.[26]
- Maria Elisabeth Freifrau von Orscelar hatte in erster Ehe Georg von Waltershofen und in zweiter Ehe vor 1662 Franz Fortunat Freiherr von Haindorf zu Poll und Orsän geheiratet.
- Johanna von Orscelar war mit Philipp von Hontheim verheiratet und wahrscheinlich ebenfalls Tochter des Heinrich Carl. Sie und ihr Ehemann Philipp von Hontheim, Amtmann zu Gräfenstein, hatten dem Markgrafen Wilhelm von Baden-Baden am 23. April 1623 4000 Reichstaler geliehen und dafür die Gefälle des Amtes Gräfenstein verpfändet.[27] Beide Ehepartner starben vor dem 12. März 1666. An diesem Tag sagte Markgraf Wilhelm der Rosine Ingold, zweite Ehefrau des verstorbenen Philipp von Hontheim, zu, dass die ihr legierten 1000 Gulden auf die von ihm den Orscelaer'schen Erben geschuldete Summe übernommen werden sollen.[28]

Zwar nennt Wilhelm Hermann von Orscelar am 13. Juni 1666 Charles Neveu de la Folie seinen Schwager. Tatsächlich muss es sich aber um den Schwager (im heutigen engeren Sinne) seiner Mutter gehandelt haben, für den bisher nur drei andere Ehefrauen nachweisbar waren. Er ist demnach identisch mit dem Carl von Neveu, der am 1. Mai 1640 Maria Barbara von Neuhausen geheiratet hatte. Er stammte aus dem Anjou, war 1634 aus schwedischen in kurbayrische Dienste übergetreten, wurde Rat, Kämmerer, Obrist und Landvogt in der Ortenau von Ferdinand Karl Erzherzog zu Österreich und wurde 1669 in den Freiherrenstand erhoben.

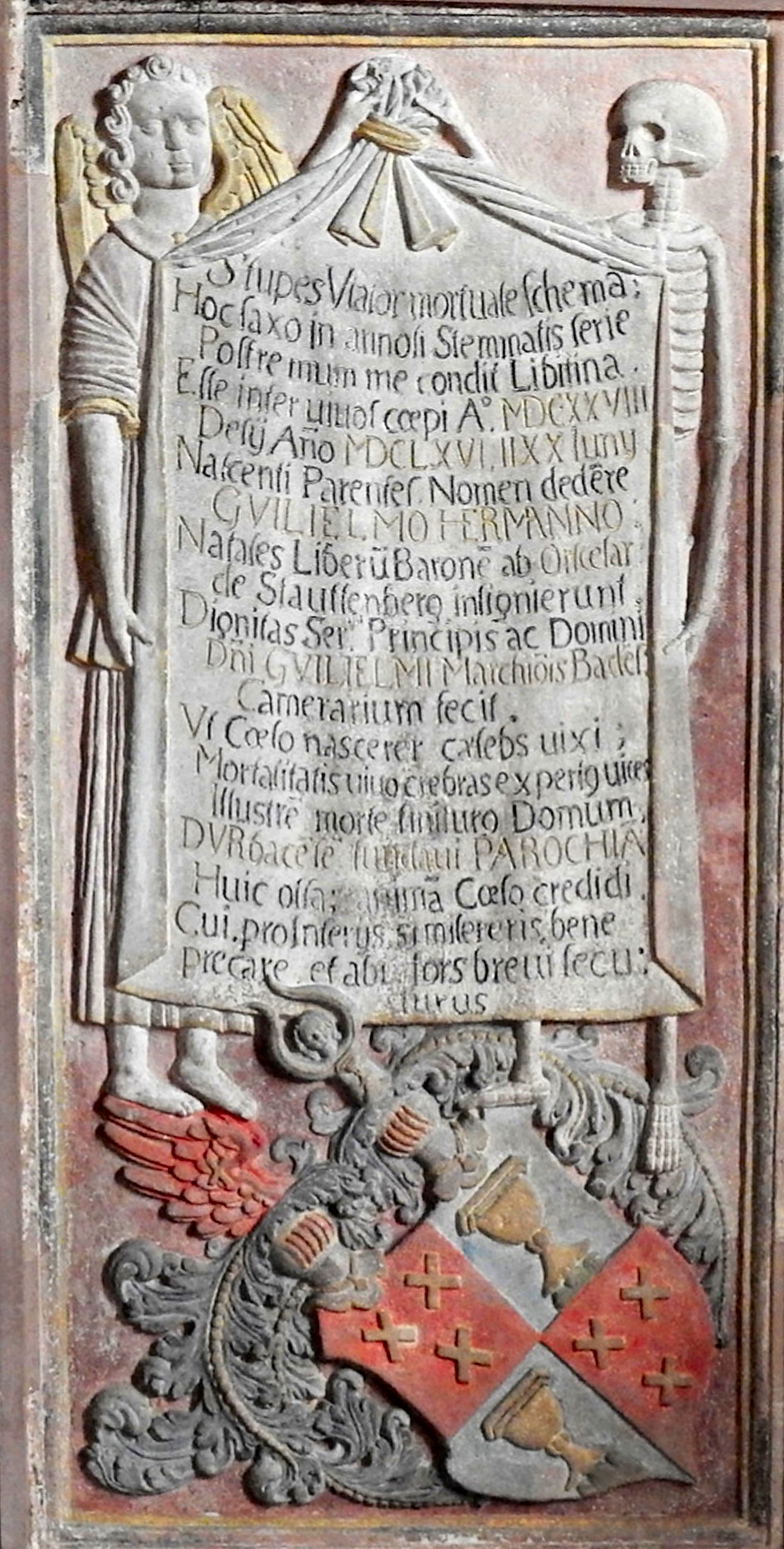
Grabstein des Stifters der Kirche St. Heinrich zu Durbach Wilhelm Freiherr von Orscelar

### Wilhelm Hermann von Orscelar Freiherr von Staufenberg
Der letzte männliche Erbe hatte bewusst ein keusches Leben gewählt und starb am 18. Juni 1666 unverheiratet im Alter von 38 Jahren auf Schloss Staufenberg. Ihm folgten seine Schwäger Franz Fortunat Freiherr von Haindorf und Georg Wilhelm von Bettendorf als Lehnsnehmer von Staufenberg.
Wilhelm Hermann von Orscelar ist vor allem durch die Stiftung der Pfarrei Durbach im Jahre 1648 bekannt. In der Pfarrkirche St. Heinrich zu Durbach wurde er beigesetzt. Im Rahmen ihrer Renovierung wurden 1988 einige Knochen und Stoffreste aufgefunden und wissenschaftlich ausgewertet.

## Standeserhöhungen
- Freiherrendiplom vom 10. Juni 1627 für Heinrich Carl von Orscelar durch Kaiser Ferdinand II.

## Wappen
Das viergeteilte Wappen ist farbig auf der Grabplatte des 1666 verstorbenen Wilhelm Hermann von Orscelar, Freiherr von Staufenberg (Pfarrkirche Durbach), überliefert, wobei die heute darauf zu sehenden Farben wahrscheinlich nicht ursprünglich sind: In Feld 1 und 4 jeweils drei (2:1) Andreaskreuze, in Feld 2 und 3 jeweils ein mit zwei übereinanderliegenden Patenen bedeckter, auf einem Dreiberg stehender Stauf. Über der heraldisch rechten Wappenhälfte ein von einem Flug bekrönter Helm und über der linken Hälfte ein Helm, bekrönt mit Frauenkopf und Rumpf und Büffelhörnern als Arme, auf dem Rumpf der Stauf mit doppelten Patenen. Auf dem Grabdeckel der Eltern in der Stiftskirche Baden-Baden ist ein Allianzwappen ohne diese Helmzier aber mit Krone dargestellt.
Die Felder 2 und 3 zeigen das Wappen der Familie Wiedergrün von Staufenberg an, die bis 1604 mit der Herrschaft Staufenberg belehnt war, während die Andreaskreuze offensichtlich auf das ursprüngliche Wappen der Familie Orscelar zurückgehen.
In dem Adelsdiplom wurde das alte Wappen 1627 zwar bestätigt, aber weder abgebildet noch beschrieben.

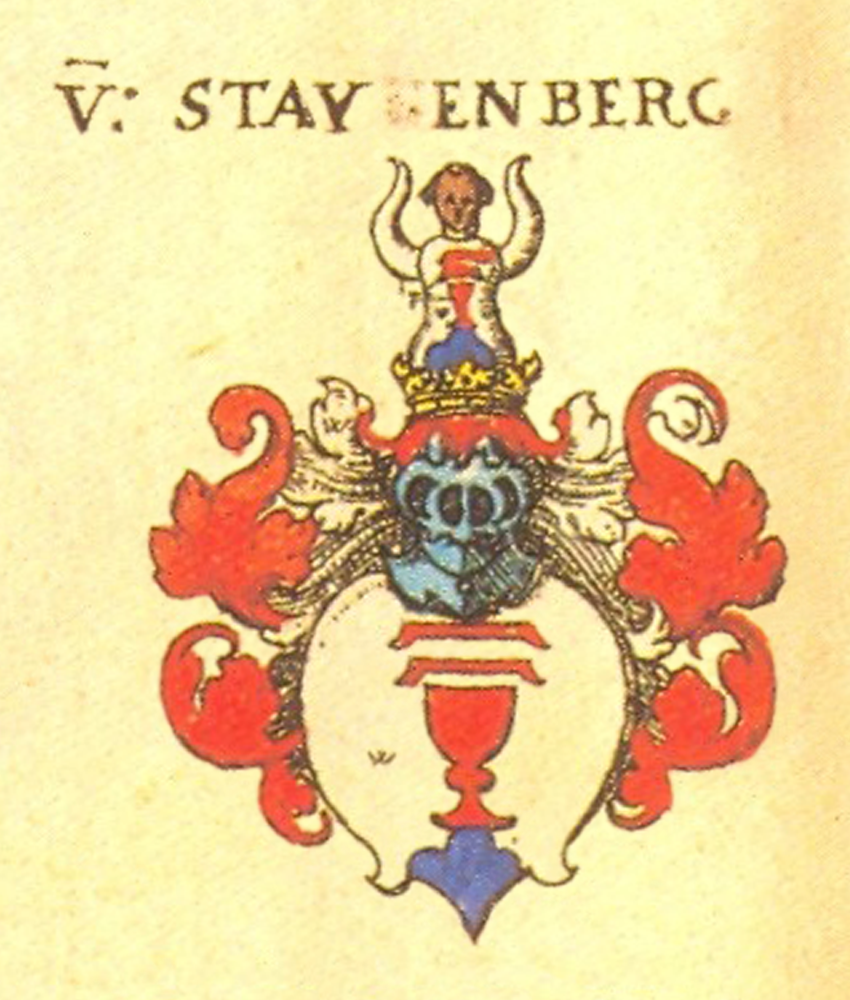
Wappen des zur Elsässischen Ritterschaft gehörigen Geschlechts (Wiedergrün) von Staufenberg, 1605
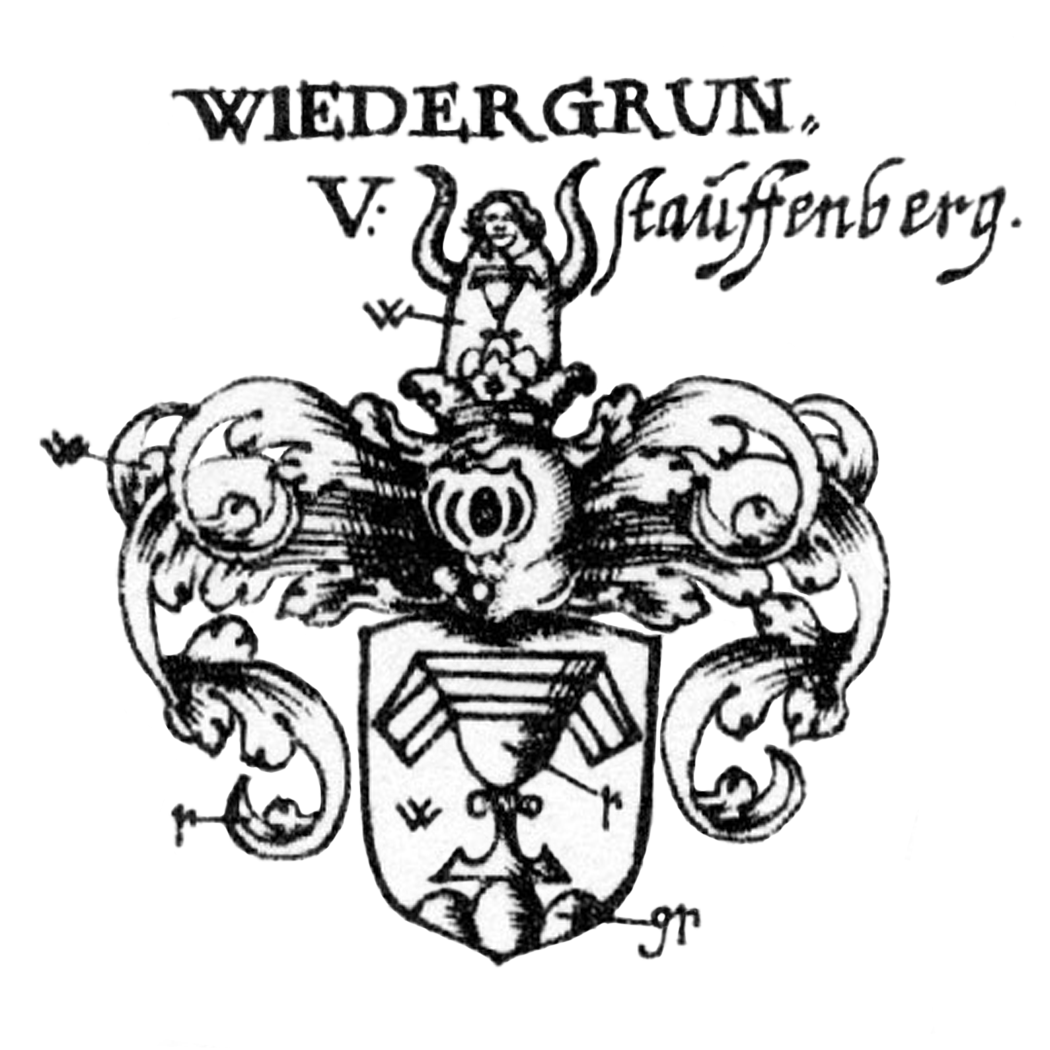
Wiedergrün von Staufenberg